# 山科教興
山科教興（やましな のりおき、 - 応永25年（1418年）7月19日）は、室町時代前期の公卿。初名は山科教清。

## 官歴
- 時期不明：右衛門督
- 応永18年（1411年）：従三位、参議
- 応永19年（1412年）：加賀権守
- 応永20年（1413年）：正三位
- 応永23年（1416年）：従二位
- 応永24年（1417年）：備権守
- 応永25年（1418年）：権中納言

## 系譜
- 父：山科教言
- 兄：山科教藤
- 兄：山科教冬
- 子：山科家豊